# Spilosoma yuennanica
Spilosoma yuennanica là một loài bướm đêm thuộc phân họ Arctiinae, họ Erebidae.